# 歌川国重
歌川 国重（うたがわ くにしげ、生没年不詳）とは、江戸時代の浮世絵師。

## 来歴
初代歌川豊国の門人。文化14年（1817年）刊行の合巻『福徳三助妬心話』（古今亭三島作）に「豊国門人喜舞改国重画」の署名があり、前名を「喜舞」と称していたことが知られる。なお二代目歌川豊国もはじめに「国重」と称したとされているが、この「喜舞改国重」との関係については明らかではない。